# Il delitto paga bene
Il delitto paga bene (titolo originale Wiseguy) è un romanzo scritto da Nicholas Pileggi nel 1986 che narra la carriera criminale di Henry Hill, entrato da ragazzino nella famiglia mafiosa italo-americana di Paul Vario, eminente membro della famiglia Lucchese. Del romanzo è uscito, nel 1990, un adattamento cinematografico: Quei bravi ragazzi diretto da Martin Scorsese.

## Trama
Brooklyn, New York, 1955
Il dodicenne Henry Hill, di padre irlandese e madre siciliana, entra quasi per caso nella criminalità organizzata, iniziando
a lavorare nel deposito servizio taxi di proprietà di Paul Vario; il giovane Henry si fa una reputazione tra i gangster della zona di Brownsville-East New York per la prontezza, la dedizione e l'omertà anche quando viene arrestato per contrabbando di sigarette. 
Un anno dopo conosce James "Jimmy il Gentiluomo" Burke, rapinatore di camion di origine irlandese che iniziò la carriera come killer della mafia; viene affiancato a lui e allo spietato Tommy De Simone;
Henry crescendo si specializza in tutta una serie di reati, che vanno dal contrabbando alle rapine, alle scommesse su partite truccate,
al furto e riciclaggio di carte di credito. In questo periodo solo il narcotraffico è tabù, per tutti i membri della famiglia.
Nel 1965 conosce Karen, che diventerà sua moglie e da cui nasceranno due figlie.
La svolta per l'organizzazione dei fratelli Vario avviene nei primi anni 60, quando viene aperto il nuovo enorme aeroporto situato nel Queens, il JFK. Grazie a tutti gli amici e conoscenze che lavoravano all'aeroporto 
i membri del clan Vario rubano camion e merci di vario tipo. Nel 1967 Hill e soci trafugano 400.000 dollari dagli uffici dell'Air France. Nel 1978 compiono il colpo alla Lufthansa all'Aeroporto di New York, rubando più di 5 milioni di dollari dalla sede della compagnia aerea. Da quel momento in poi inizia il declino dell'organizzazione. Jimmy Burke non vuole spartire i proventi della rapina ed inizia ad uccidere i complici. Henry Hill, che gestisce un grosso traffico di stupefacenti all'insaputa di Paul Vario, viene arrestato dall'FBI. Tommy viene ucciso dal Clan Gambino poiché aveva ammazzato dopo una lite Billy Batts, uno degli uomini di John Gotti.
Paul non supporta più Henry in arresto per via del traffico di stupefacenti. Jimmy teme che Henry possa raccontare a Paul dell'omicidio di Billy Batts, in cui è coinvolto anche Jimmy. Henry sospetta tutto ciò e quindi decide di collaborare con l'FBI raccontando tutto e facendo arrestare Paul, Jimmy e tutti i partecipanti alla rapina alla Lufthansa.
Ad Henry e alla sua famiglia viene assegnata una nuova identità, una casa in una località segreta ed un assegno mensile di mantenimento.

## Edizioni
- Nicholas Pileggi, Il delitto paga bene, traduzione di Paola Frezza Pavese, collana Azzurra italiani, Rizzoli, 1987,  pp. 258, ISBN 88-17-85677-0.